# 島根県道306号長安野坂線
島根県道306号長安野坂線（しまねけんどう306ごう ながやすのさかせん）は、島根県浜田市を通る一般県道である。

## 概要
浜田市弥栄町長安本郷から浜田市弥栄町野坂に至る。

### 路線データ
- 起点：浜田市弥栄町長安本郷（島根県道52号弥栄旭インター線交点）
- 終点：浜田市弥栄町野坂（島根県道34号浜田美都線交点）

## 歴史
- 1958年（昭和33年）6月13日 - 島根県告示第525号により認定される。
- 1972年（昭和47年）頃 - 現行の県道番号に変更される。
- 2005年（平成17年）10月1日 - 浜田市と那賀郡の全町村が対等合併して改めて浜田市が設置されたことにより全区間が浜田市域を通る路線になり、併せて起終点の地名が変更される。

## 地理

### 通過する自治体
- 浜田市

### 交差する道路
| 交差する道路                                                  | 交差する場所   | 交差する場所 |
| ------------------------------------------------------------- | -------------- | ------------ |
| 島根県道52号弥栄旭インター線 島根県道179号黒沢安城浜田線 重複 | 弥栄町長安本郷 | 起点         |
| 島根県道34号浜田美都線                                        | 弥栄町野坂     | 終点         |

### 沿線
- 安城郵便局
- 浜田市役所 弥栄支所（旧：弥栄村役場）